# Institut slovaque d'hydrométéorologie
L’Institut slovaque d'hydrométéorologie (slovaque : Slovenský hydrometeorologický ústav – SHMÚ – ; anglais : Slovak Hydrometeorological Institute) est un institut de service public chargé des mesures hydrologique et météorologique en Slovaquie.

## Histoire
Les premières mesures de la température de l'air en Slovaquie datent du XVIIIe siècle. John Adam Raymann de Presov a été l'un des premiers à le faire. Les mesures ont été systématisées par premier Institut central de météorologie et de géodynamique à Vienne au milieu du XIXe siècle. En 1870, l’Institut central des mesures de météorologie et de magnétisme terrestre de Budapest est créé dont dépend la Slovaquie. 
Après la création de la Tchécoslovaquie en 1919, le service hydrographique provincial est basé à Bratislava et les observations météorologiques à l’Institut de météorologie de Prague. En 1939, un service de météorologie est mis sur pied en Slovaquie qui fusionnera avec le Service hydrographique du bureau provincial. Après la guerre, en 1954, l’Institut hydrométéorologique est créé à Prague avec un bureau à Bratislava.
L’Institut d'hydrométéorologie indépendant de Slovaquie est créé le 1er janvier 1969. Il prit le nom d’Institut slovaque d'hydrométéorologie en 1982.
Au printemps 2011, le site internet au public de l'Institut a été hors-service du 14 au 21 avril en raison d'une panne de plusieurs serveurs désuets de communication. Le sous-financement à long terme de l'Institut a longtemps remis à plus tard le renouvellement nécessaire de l'équipement technique.

## Mission

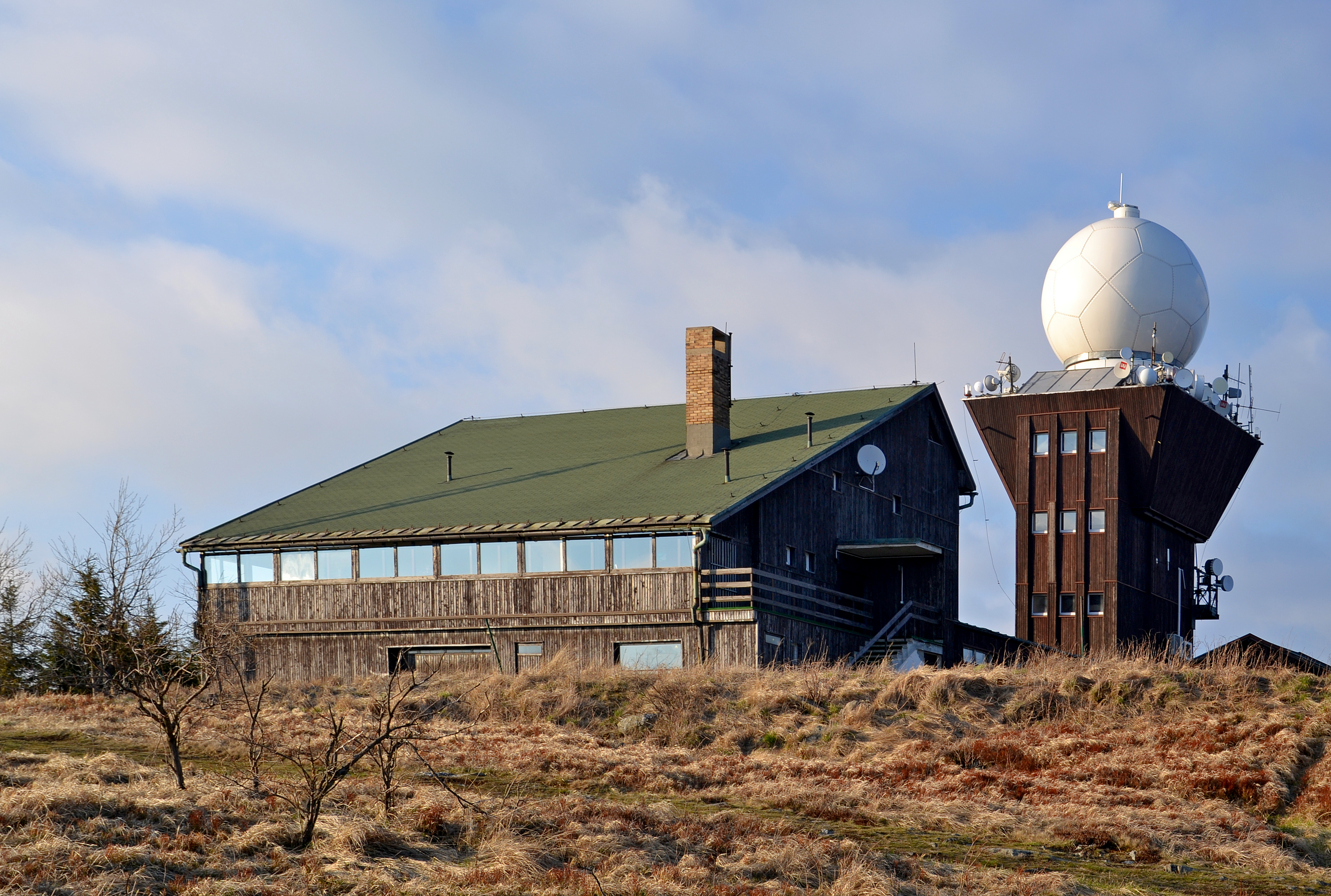
Station et radar météo à Kojšovská hoľa.

Les activités du SHMÚ incluent la prise de mesures des paramètres météorologiques et hydrologiques sur le territoire Slovaque, l'analyse de ces données pour les études climatologiques et la prévision météorologique, l'émission d'alertes météorologiques et la recherche en hydrométéorologie. 
L’Institut maintient à cet effet près de 4 000 appareils dans différents réseaux :
- Stations météorologiques horaires et climatologiques (plus de 1 000) ;
- Stations de prise de données de la qualité de l'air (38);
- Stations hydrologiques (2 800);
- Stations aérologiques (1) ;
- Radars météorologiques (2).